# Lijst van voetbalclubs in Man
Hieronder een lijst van voetbalclubs in Man.

## Isle of Man Football League
Hieronder alle clubs die in de eerste of tweede divisie spelen, tussen haakjes in welke divisie:
- Ayre United AFC (1)
- Braddan AFC (2)
- Castletown Metropolitan FC (1)
- Colby AFC (2)
- Corinthians FC (1)
- Douglas and District FC (2)
- Douglas High School Old Boys AFC (1)
- Douglas Royal FC (2)
- Foxdale AFC (2)
- Gymnasium FC (1)
- Laxey AFC (1)
- Malew AFC (2)
- Marown AFC (2)

- Michael United AFC (2)
- Onchan AFC (2)
- Peel AFC (1)
- Police AFC (2)
- Pulrose United AFC (2)
- Ramsey AFC (1)
- Ramsey Youth Centre Old Boys (1)
- Ronaldsway AFC (2)
- Rushen United FC (1)
- St Georges AFC (1)
- St Johns United AFC (1)
- St Marys AFC (1)
- Union Mills FC (2)